# 马里奥·莱尔托拉
马里奥·莱尔托拉（義大利語：Mario Lertora，1897年9月21日—1939年3月28日），意大利男子体操运动员。他曾获得1924年和1932年夏季奥运会体操比赛男子团体全能金牌。他也参加了1928年夏季奥运会。